# 大畠谷
大畠谷（おばたきたん）は、富山県南砺市にある庄川水系境川の支流にある渓谷。谷の奥部にある日本最大の二俣の大岸壁が特徴である。白山国立公園内にあり、その風景の美しさから、白山の渓谷の代名詞的存在となっている。
日本百名谷の一つで、5級の険谷である。

## 概要
庄川支流の境川にある標高700〜1300mの渓谷で、様々な形態の滝が見られる。沢登りでは総合的に高い技術を要する。
大畠谷の最大の特徴は奥部にある二俣の大岩壁で、左俣の滝は落差150mである。この大スラブ壁の特異な風景は平凡社の『別冊太陽 日本の秘境』でも取り上げられた。
かつては大笠山の登山道としてこの谷から支尾根に張り付いた。

## アクセス
国道156号から分岐する道路で境川ダムの桂湖畔から大畠谷へアクセスする。東海北陸自動車道五箇山ICから道なりに8km程度。

## 参考出典
『富山県の地名』平凡社